# Belle Benchley
 Belle Jennings Benchley  (* 28. August 1882 in Larned Township, Pawnee County (Kansas), USA; † 17. Dezember 1973 in San Diego, Kalifornien, USA) war eine US-amerikanische Zoodirektorin und Autorin. Sie war von 1927 bis 1953 Direktorin des San Diego Zoos und war die erste weibliche Präsidentin der American Zoological Association.

## Leben und Werk
Benchley war älteste Tochter von acht Kindern von Fred Merrick Jennings und Ida Belle (Orrell) Jennings. Sie wuchs in Point Loma in Kalifornien auf, wohin die Familie gezogen war, als sie vier Jahre alt war und wo sich die örtliche Grundschule im Haus ihrer Eltern befand. Später besuchte sie die Russ High School (heute San Diego High School) und die San Diego Normal School (heute San Diego State University). Nach ihrem Abschluss am San Diego Teachers College unterrichtete sie drei Jahre lang in der Pala Indian Reservation, bevor sie 1906 William Benchley heiratete. Während sie ihren Sohn Edward aufzog, war sie von Mai 1919 bis Januar 1924 zwei aufeinanderfolgende Amtszeiten als Schulverwalterin in Fullerton (Kalifornien) tätig und war die erste Frau, die dieses Amt in Fullerton bekleidete. 1922 ließ sie sich scheiden. 

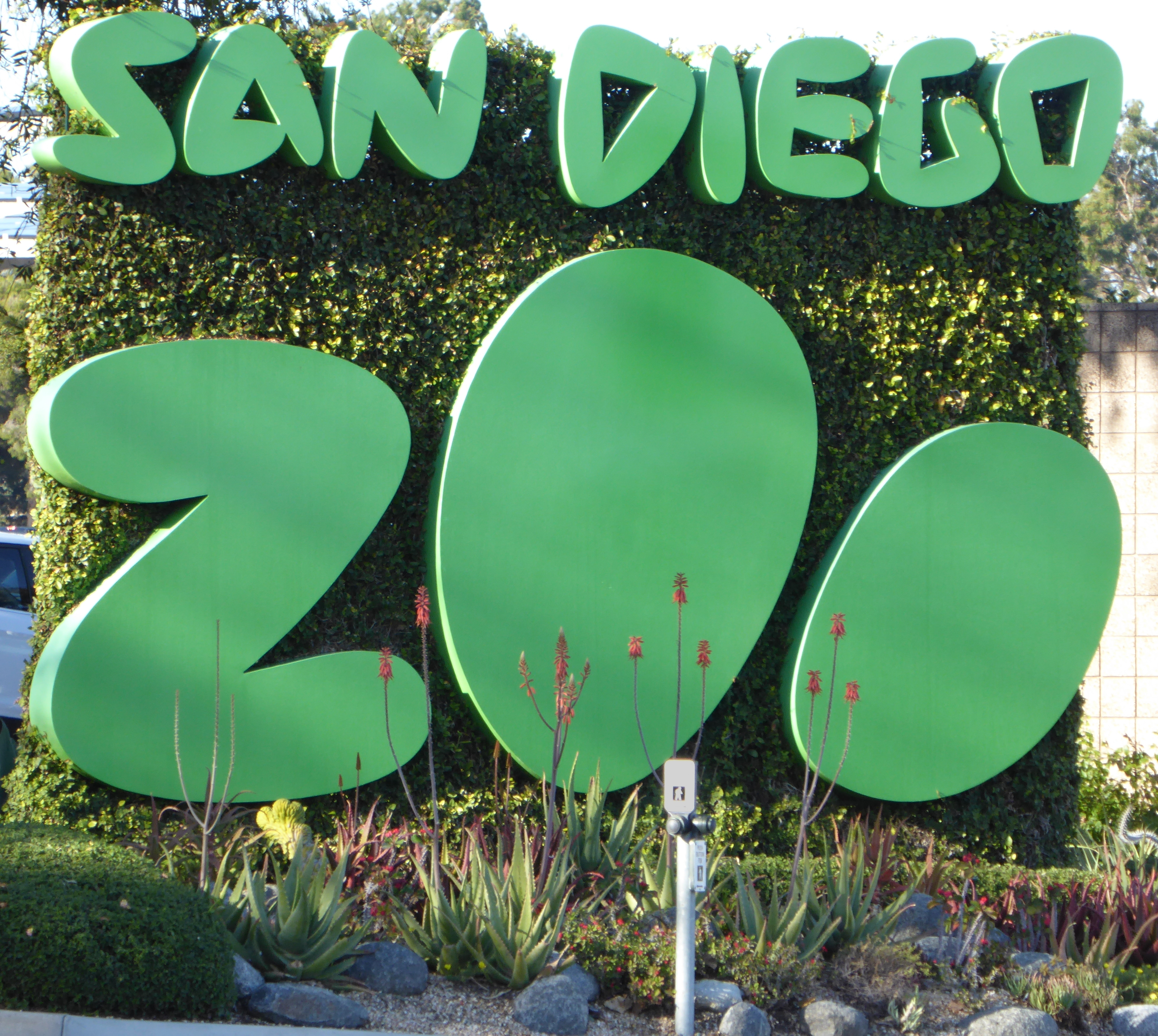
San Diego Zoo Straßenschild am Park

1925 wurde sie von Harry M. Wegeforth, dem Präsidenten der Zoological Society of San Diego, als Buchhalterin für den San Diego Zoological Garden eingestellt. Im Oktober 1927 wurde sie als geschäftsführende Sekretärin in die oberste Position des Zoos befördert. Ihr Titel wurde später in Geschäftsführerin geändert und in dieser Position war sie bis zu ihrer Pensionierung im Dezember 1953 tätig. Den größten Teil ihrer Karriere war sie die einzige weibliche Zoodirektorin der Welt. 
Sie und Wegeforth beaufsichtigten als Team das Wachstum des Zoos durch umfangreiches Tiersammeln und innovatives Design. Der Zoo war einer der ersten, der Tiere in naturnahen und käfiglosen Umgebungen unterbrachte. Sie leitete den Zoo während der Weltwirtschaftskrise und des Zweiten Weltkriegs, schrieb und redigierte das monatlich ZooNooz-Magazin des Zoos.
Benchley erlangte Berühmtheit durch ihre Vorträge, von denen sie 1939 etwa 150 hielt. Sie war bekannt durch Radiosendungen, Auftritte in Wochenschauen und Artikeln, die sie für verschiedene Magazine schrieb. Ebenso brachten ihre anekdotischen Bücher öffentliche Aufmerksamkeit. Bis zum Sommer 1951 überstieg die jährliche Besucherzahl eine Million Besucher.
Ein Jahr nach ihrer Amtszeit führte Benchley das Schulbusprogramm ein, bei dem sie die Busse des Zoos nutzte, um Kinder abzuholen, sie zu einer Bildungstour in die Einrichtung zu bringen und sie zu ihrer Schule zurückzubringen. 1985 profitieren über 150.000 Schüler von den Bildungsprogrammen des Zoos.
Benchley war Mitglied der International Association of Altrusa Clubs und deren Präsidentin und Vizepräsidentin. Sie war Senior Fellow der American Association of Park Executives und Mitglied der American Association of Zoological Parks and Aquariums. Sie war in Ausschüssen der American Zoological Association aktiv und war deren erste weibliche Präsidentin und sie war Mitglied der Internationalen Vereinigung der Direktoren von Zoologischen Gärten. 
Sie starb im Alter von 90 Jahren und ist im Greenwood Memorial Park (San Diego) begraben, wo ihr Grabstein den Kopf eines lächelnden Gorillas zeigt, der von ihrer Enkelin Laurel gezeichnet wurde. 

## Auszeichnungen und Ehrungen (Auswahl)
- 1953 deklarierte die Bürgermeisterin von San Diego den Belle Benchley Day, an dem zu ihrem Ruhestand ein Dinner mit mehr als 800 Personen stattfand.
- 1963: Einweihung der Belle Benchley Plaza
- 1969: Outstanding Citizens Award von San Diego
- 2007 wurde sie in die San Diego County Women's Hall of Fame aufgenommen.[3]

## Veröffentlichungen (Auswahl)
- My Life in a Man-Made Jungle. Little Brown & Co., Boston, 1940
- My Friends, the Apes. Little Brown & Co., Boston, 1942
- My Animal Babies. Little Brown & Co., Boston, 1945
- Shirley Visits the Zoo. Little Brown & Co., Boston, 1947